# Колесниченко, Вадим Васильевич
Вадим Васильевич Колесниченко (укр. Вадим Васильович Колесніченко; род. 21 марта 1958, Умань) — украинский и российский политик.
Член Партии регионов (до 31 марта 2014 года). Депутат Верховной Рады Украины 5—7 созывов. С апреля 2014 года — член российской партии «Родина». Председатель президиума Международного совета российских соотечественников. Заслуженный юрист Украины (2010).

## Биография

### До политической карьеры
В 1981 году окончил Уманский сельскохозяйственный институт по специальности «агроном». В 1992 году — Харьковский юридический институт по специальности «правоведение» (юрист).
После окончания сельхозинститута работал главным агрономом колхоза «Слава» во Владимир-Волынском районе Волынской области, затем — первый секретарь Владимир-Волынского горкома Комсомола.
В 1985—1989 годах — служба в органах МВД УССР, затем на партработе — инструктор, председатель контрольной комиссии Ялтинского горкома КПУ. С 1989 по 1992 год учёба в Омской академии МВД.
С 1992 года работал юристом на государственных и частных предприятиях.

### Государственная и политическая деятельность
Длительное время избирался депутатом Верховного Совета АР Крым, член комиссии по разработке Конституции АРК в 1991 году. В 1992 году выступал против «Акта о провозглашении государственной самостоятельности Республики Крым».
С 2003 года — заместитель председателя Севастопольского городского отделения Партии регионов. В 2004 году участвовал в работе избирательного штаба кандидата в президенты Украины Виктора Януковича.
На парламентских выборах весной 2006 года прошёл в Верховную раду Украины 5-го созыва по спискам Партии регионов. Председатель временной следственной комиссии Верховной рады по расследованию обстоятельств увольнений и назначений судей отдельных судов общей юрисдикции и их глав, генерального прокурора Украины. Председатель подкомитета по вопросам формирования судейского корпуса Комитета Верховной рады по правосудию. Член группы по межпарламентским связям с Российской Федерацией.
На внеочередных выборах в украинский парламент в сентябре 2007 года прошёл в Верховную раду 6-го созыва по спискам Партии регионов.
30 марта 2012 года Колесниченко зарегистрировал в Верховной раде проект закона «О запрете направленной на детей пропаганды гомосексуализма».

#### Позиция относительно статуса русского языка на Украине
Активно и последовательно позиционировал себя как защитника интересов русскоязычного населения Украины. Внёс более двадцати законопроектов о защите русского языка. Автор альтернативного доклада в Совет Европы о нарушениях прав русскоговорящего населения Украины. Председатель Совета ВОО «Правозащитное общественное движение „Русскоязычная Украина“».
Совместно с Сергеем Киваловым является автором законопроекта «Об основах государственной языковой политики», предусматривающего придание языкам нацменьшинств статуса «регионального» в тех регионах, где хотя бы 10 % населения считают тот или иной язык родным. Этот законопроект вызвал бурные протесты части общества и парламентской оппозиции, которая инициировала драки в Верховной раде и за её пределами. 5 июня 2012 года был принят в первом чтении, а 3 июля — во втором (по мнению оппозиции и ряда СМИ — с нарушением процедуры голосования). 31 июля 2012 года законопроект был подписан председателем Верховной рады Владимиром Литвиным, а 8 августа 2012 года — Президентом Украины. Закон вступил в силу 10 августа 2012 года, после его официального опубликования.
Авторов закона Вадима Колесниченко и Сергея Кивалова Луцкий горсовет потребовал лишить украинского гражданства. Кроме того, семья Вадима Колесниченко, по его словам, начала получать угрозы, в результате чего её пришлось вывезти и обеспечить охраной.
После принятия и введения в действие закона Колесниченко заявил, что Партия регионов не отказывается от идеи сделать русский язык вторым государственным, однако для этого нужно получить 300 голосов в парламенте.
Вадим Колесниченко из-за своих заявлений обвинялся в украинофобии. Политик отвергает подобные обвинения в свой адрес.

### Действия в ходе Евромайдана и присоединения Крыма Российской Федерацией
Во время политического кризиса на Украине Вадим Колесниченко являлся одним из главных оппонентов «Евромайдана», участников которого называл «гейропейцами», при этом обвиняя страны ЕС и США в информационном, финансовом, политическом и организационном участии.
16 января 2014 года Верховная рада силами депутатов из фракций Партии регионов и КПУ поднятием рук, без обсуждения приняли 11 законов и одно постановление, вызвавших критику оппозиции и общественности за уничтожение свободы слова и нарушение Конституции, получивших прозвище диктаторских законов.
Вадим Колесниченко выступил автором (наряду с Владимиром Олейником) закона «О внесении изменений в Закон Украины „О судоустройстве и статусе судей“ и процессуальных законов о дополнительных мерах защиты безопасности граждан». Они устанавливали уголовную ответственность за клевету, запрещали распространение экстремистских материалов, ужесточали регулирование деятельности общественных организаций, разрешали закрывать сайты без решения суда, обязывали регистрировать Интернет — СМИ, запрещали «незаконные» сбор, хранение, использование, уничтожение, распространение конфиденциальной информации о правоохранителях, судьях и их родственниках, разрешали Президенту и Верховной раде досрочно прекращать полномочия членов Национального совета по вопросам телевидения и радиовещания, а также содержали ряд других норм, ограничивающих права и свободы граждан. Сам депутат заявлял о том, что гордится законом «О судоустройстве и статусе судей», так как он является «классической европейской редакцией».
Законы были опубликованы в электронной версии газеты парламента «Голос Украины» в номере за 21 января 2014 года. Принятие этих законов спровоцировало столкновения митингующих и правоохранителей в Киеве и по всей Украине. В ходе столкновений были арестованы и ранены сотни людей, было несколько десятков погибших. 28 января 2014 года за отмену пакета этих законов проголосовал 361 из 412 народных депутатов, зарегистрированных в сессионном зале, не голосовала только фракция КПУ. Депутаты встретили решение аплодисментами.
После победы сторонников Майдана Вадим Колесниченко вместе с семьёй покинул Киев и уехал в Севастополь, который представлял в Верховной раде. Там он высказывался в поддержку выбранного на митинге «народного мэра» Алексея Чалого и планировал возвращаться в Киев для участия в работе Верховной рады.
После аннексии Крыма Российской Федерацией Вадим Колесниченко, с 20 февраля не посещавший Верховную раду заявил о том, что складывает с себя полномочия народного депутата ибо «не признает действующую украинскую власть» и «находится на территории РФ», а также приостановил членство в Партии регионов и признал, что получает российское гражданство. На вопрос о дальнейших планах он заявил, что планирует заняться «дачкой, огородом, коз буду разводить, займусь натуральным хозяйством…» и не исключил для себя участия в российской политике.
4 апреля и. о. президента Украины и глава Верховной Рады Украины Александр Турчинов сообщил о намерении лишить Вадима Колесниченко гражданства Украины в связи с получением им российского, что по украинскому законодательству является достаточным основанием для этой меры.

### Дальнейшая карьера
В апреле 2014 года вступил в российскую политическую партию «Родина». На выборах 14 сентября 2014 года в Верховный Совет Крыма возглавил партийный список, но по итогам голосования «Родина» не преодолела проходной барьер в 5 %. На выборах в депутаты законодательного собрания города Севастополя в одномандатном округе занял второе место, проиграв победителю с пятикратным разрывом (11,28 % против 56,18 %).
В 2015 году украинские власти начали уголовное преследование Колесниченко по обвинению в действиях по неконституционному изменению территории Украины и нарушении равноправия граждан в зависимости от их расовой, национальной принадлежности или отношения к религии. Сам экс-нардеп заявил, что никаких преступлений не совершал и отказался ехать на допрос, на который его вызвали украинские власти.
С января 2016 года Колесниченко возглавил Крымский футбольный союз, став его генеральным секретарём. В апреле был назначен советником по спорту губернатора Севастополя Сергея Меняйло.
29 июня 2017 года был выдвинут отделением партии «Родина» кандидатом в губернаторы Севастополя, однако позже это решение было аннулировано из-за несогласования кандидатуры политика лидером партии Алексем Журавлёвым. Произошедшее Колесниченко оценил как часть «беспрецедентных мер» городских властей по своему недопущению до участия в грядущих выборах. 5 июля был выдвинут кандидатом в губернаторы Севастополя от «Партии Великое Отечество», однако не смог пройти необходимый для регистрации муниципальный фильтр.
В 2020 году на телепортале «Первый севастопольский» Колесниченко начал вести воскресную аналитическую и новостную итоговую программу «Итоги недели». Формат её заключается в политологическом анализе нескольких ключевых событий недели в мире и России.

## Скандалы

### Обвинения в нарушении авторского права
26 мая 2012 года профессор Тимоти Снайдер из Йельского университета в официальном заявлении сообщил, что Вадим Колесниченко грубо нарушил его авторские права при издании книги «ОУН и УПА: исследования в создание» исторических «мифов» (Киев, 2012) и потребовал публичного извинения, а также удаление этой книги из Интернета и уничтожения всех её бумажных копий. Другие авторы, Гжегож Россолински-Либе и Пер Андерс Рудлинг, также выразили публичный протест против несанкционированного использования своих трудов в составленной Колесниченко книге, которую они расценили как «политическую инструментализацию нашей работы Партией регионов». В 2013 году Колесниченко вновь напечатал переводы статей Рудлинга и Джона-Пола Химки без разрешения авторов.

### Путаница с биографиями отца и деда
В конце июля 2012 года СМИ обвинили Вадима Колесниченко в фальсификации биографии: тот якобы соврал о том, что его отец сгорел в танке во время Великой Отечественной войны, что не соответствует его дате рождения. Эта информация была тут же растиражирована рядом оппозиционных украинских СМИ. Колесниченко объяснил позднее, что в стенограмме заседания Верховной рады была допущена ошибка: на самом деле в танке погиб его дед Корней Петрович Колесниченко. В действительности, танк, на котором воевал дед Вадима, был подбит 22 июля 1944 года около села Пелище Каменецкого района Брестской области в Белоруссии. Экипаж погиб, а останки членов экипажа в 1960-х годах были перезахоронены в братской могиле в Каменце.

## Награды
- Орден Дружбы (3 декабря 2008 года) — за большой вклад в развитие культурных связей с Российской Федерацией, сохранение русского языка и русской культуры[45][46]
- Медаль Пушкина (9 февраля 2013 года) — за большой вклад в сохранение и популяризацию русского языка и культуры за рубежом[47]
- Заслуженный юрист Украины (20 августа 2010 года) — за значительный личный вклад в социально-экономическое, научно-техническое и культурное развитие Украинского государства, весомые трудовые достижения, многолетний добросовестный труд и по случаю 19-й годовщины независимости Украины[48].
- Премия «Соотечественник года-2009» — за вклад в защиту прав русскоязычного населения Украины[49].
- Медаль «За освобождение Крыма и Севастополя» (17 марта 2014) — за личный вклад в дело по возвращению Крыма в Россию[50]
- Орден Почаевской иконы Пресвятой Богородицы (27 декабря 2009 года, Украинская православная церковь (Московского патриархата)[51]
- Медаль святого равноапостольного князя Владимира (2007, Украинская православная церковь (Московского патриархата)[52]
- Памятный Знак «За заслуги перед Севастополем» (2008)[51]
- Диплом и знак отличия «Общественное признание» (2010)[51]
- Почётный Знак Одесской национальной юридической академии[51]
- «Золотая Звезда — Честь и Достоинство» (2010)[51]

## Семья
Женат на Лилии Македон (1976 года рождения). В 2006 году родился сын Всеволод.